# سينتيلا (مكتبة برمجية)
سينتيلّا هي مكتبة برمجية توفر للمطورين أدوات ووظائف لتطوير تطبيقات تحرير النصوص وتشمل هذه التطبيقات برمجيات محررات النصوص وبيئات التطوير المتكاملة وغيرها من التطبيقات، تم التركيز أثناء تطوير هذه المكتبة على الوظائف الرئيسية التي توفر للمطورين طرق أسهل أثناء تحرير الشيفرات المصدرية لبرامج الحاسوب ولهذا السبب نجد أن العديد من محررات النصوص المبنية على هذه المكتبة البرمجية توفر هذه الميزة للمطورين، وتنتمي هذه المكتبة لعائلة البرمجيات الحرة وتندرج شروط استخدامها تحت بنود رخصة إم إي تي.

## المزايا
تدعم مكتبة سينتيلّا العديد من المزايا والوظائف خصوصاً في مجال تحرير الشيفرات المصدرية بهدف تسهيل عملية تحرير النصوص على المطورين والمبرمجين، ومن تلك المزايا وظيفة تمييز أو تعليم الصيغة (Syntax Highlighting) حيث تسمح هذه الميزة بكتابة النصوص بألوان وخطوط وأساليب مختلفة ويشمل ذلك أيضاً ألوان الخلفيات لواجهة سطح شاشة التحرير، وهي غير محدودة لحجم خط معين، كما وتدعم مؤشرات الأخطاء البرمجية (مثل تعليم الخطأ البرمجي بخط أحمر) بالإضافة إلى ترقيم السطور على الحاشية الجانبية لمنصة التحرير وعلامات التبويب (Line Markers) على السطور لتعليم نقاط توقف التنفيذ (code breakpoints)، وهناك مزايا أخرى يمكن الحصول عليها مثل عملية طي النصوص والإكمال التلقائي للكلمات.
في الوقت الحاضر لا تدعم مكتبة سينتيلّا البرمجية اللغات التي تكتب فيها الجمل من اليمين إلى اليسار (كما هو الحال في اللغة العربية والعبرية)، كما أن دعم عمليات البحث المستندة على التعابير النمطية لا يزال بدائياً، ومع العديد من أوجه القصور المعروفة منذ سنوات فقد أثر ذلك على أداء مشاريع محررات النصوص المستقلة مثل نوتباد++.

## نسخ أخرى
هناك العديد من النسخ التي تم إطلاقها والتي تحاكي مكتبة سينتيلّا في وظائفها ومنها:
- سينتيلّا نيت "ScintillaNET" (برمجية ربط تستخدم في إطار عمل دوت نت).
- كيو سينتيلّا "QScintilla" (منفذ لمشروع سينتيلّا على إطار عمل كيوت).
- برمجيات الربط المكتوبة بلغة دلفي:
  - تي سينت إديت "TScintEdit" (جزء من برمجية إنو سيتب "Inno Setup").
  - تي دي سينتيلّا "TDScintilla" (برمجية ربط بسيطة تستخدم لجميع وظائف سينتيلّا).
  - تي سينتيلّا "TScintilla" (واجهة مكونات سينتيلّا للغة دلفي).

## تطبيقات مبنية على مكتبة سينتيلّا
يوجد العديد من التطبيقات المبنية على مكتبة سينتيلّا ويمكن الحصول على قائمة كاملة لهذه التطبيقات من موقع المكتبة على الإنترنت ونسرد تالياً قائمة بأهم هذه التطبيقات:
- إيجيسب (Aegisub).
- سي أتش (Ch): مفسر للغات سي وسي++.
- كود::بلوكس (Code::Blocks): بيئة تطوير متكاملة تندرج ضمن البرمجيات الحرة والمفتوحة المصدر.
- كودلايت (CodeLite): بيئة تطوير متكاملة تندرج ضمن البرمجيات الحرة والمفتوحة المصدر مخصصة للعمل مع لغات سي وسي++.
- فلاش ديفيلوب (FlashDevelop): بيئة تطوير متكاملة مخصصة للعمل مع منصة أدوبي فلاش.
- جيني (Geany): بيئة تطوير متكاملة تمتاز بالحجم الصغير والسرعة.
- جي بي أتش بي إديت (gPHPedit): محرر نصوص مخصص للعمل مع لغة بي أتش بي.
- أكتيف ستيت كومودو (ActiveState Komodo): محرر نصوص ينتمي لعائلة البرمجيات الحرة.
- نوتباد++ (Notepad++): محرر نصوص مفتوح المصدر.
- نوتباد2 (Notepad2): محرر نصوص ينتمي إلى عائلة البرمجيات الحرة والمفتوحة المصدر.
- سايت (SciTE): سايت هو محرر نصوص متعدد المنصات.

## وصلات خارجية
- سينتيلا على موقع Open Hub (الإنجليزية)
- سينتيلا على موقع SourceForge (الإنجليزية)